# 井上幸太郎
井上 幸太郎（いのうえ こうたろう、1974年3月10日 - ）は、日本の俳優である。神奈川県鎌倉市出身。身長171cm。
演劇企画集団「THE・ガジラ」の鐘下辰男が主催するワークショップ「塵の徒党」に参加。1995年に舞台初出演。以降、舞台を中心に活動する。海外での舞台公演にも多く参加している。
俳優業のほか「鎌倉に文化交流の場を作る」活動を行うNPO法人「ルートカルチャー」の企画・運営に関わっている。
趣味は農業、ピストバイク。特技はスケートボード、パーカッション、殺陣。

## 出演

### 舞台
- スクラップ（1995年12月、ザ・スズナリ　「塵の徒党」公演）
- 六悪党（1996年7月、青山円形劇場　「THE・ガジラ」公演）
- 火男の火（1996年12月、ザ・スズナリ　「塵の徒党」公演）
- 仮釈放（1997年10月、シアタートップス　「THE・ガジラ」公演）
- どん底（1997年、ザ・スズナリ　「塵の徒党」公演）
- からす狩り（1998年4月 - 5月、東演パラータ　「劇団ダミアン」公演）
- 余震 〜揺れ止まぬ水の魂なればこそ〜（1998年、こまばアゴラ劇場　「フラジャイル」公演）
- Home Room Party 〜少年BからGへのアリバイ〜（1998年、こまばアゴラ劇場　「フラジャイル」公演）
- カストリ・エレジー（1998年10月、新国立劇場）
- 夜想（1999年6月、東演パラータ　「劇団ダミアン」公演）
- 春と修羅（1999年／2001年、こまばアゴラ劇場　「フラジャイル」公演）
- 春夏秋冬（1999年9月、明石スタジオ　「東京タンバリン」公演）
- 盆と正月（2000年1月、明石スタジオ　「東京タンバリン」公演）
- 夏祭り（2000年7月、明石スタジオ　「東京タンバリン」公演）
- La Compagnie An「祈りのあとに」（2000年 - 2002年）
- サンSUNサン（2001年4月、パルテノン多摩小ホール　「東京タンバリン」公演）
- コウエンデ（2001年12月、明石スタジオ　「東京タンバリン」公演）
- ぐずるぜ（2002年5月、下北沢駅前劇場　「東京タンバリン」公演）
- 誰かの青い鳥（2002年9月、三鷹市芸術文化センター）
- TANGO（2002年12月、ザムザ阿佐ヶ谷/明石スタジオ　「東京タンバリン」公演）
- 蒼ざめた馬（2003年4月、西荻WENZスタジオ　「フラジャイル」公演）
- ダイヤモンド（2003年7月、下北沢駅前劇場 「東京タンバリン」公演）
- BRIDGE（2003年12月、こまばアゴラ劇場　「フラジャイル」公演）
- マレヒト（2004年12月、めぐろパーシモンホール　「芸団未國」公演）
- ヒトリシズカ（2005年1月、下北沢駅前劇場　「東京タンバリン」公演）
- 塔（2005年5月、こまばアゴラ劇場　「フラジャイル」公演）
- ニセS高原から〜「S高原から」連続上演〜（2005年8月 - 9月、アゴラ劇場）
- チェンジングルーム（2006年5月、こまばアゴラ劇場　文学座+青年団）
- 見よ、飛行機の高く飛べるを（2007年2月、俳優座劇場）
- 激情（2007年4月、本多劇場　「ポツドール」公演）
- Mirror（2007年10月、王子小劇場）
- 夜想08（2008年1月、笹塚ファクトリー「劇団ダミアン」公演）
- 顔よ（2008年4月、本多劇場　「ポツドール」公演）
- 華燭（2008年6月 - 7月、三鷹市芸術文化センター　「東京タンバリン」公演）
- 朗読劇 苦情の手紙（2008年7月、博品館劇場）
- 鳥のまなざし（2008年11月、シアタートラム　「ポかリン記憶舎」公演）
- 愛の渦（2009年2月 - 3月、シアタートップス　「ポツドール」公演）
- 垂る -shizuru-（2009年12月、アトリエヘリコプター　「ポかリン記憶舎」公演）
- Hold the Clock：根の国のギャングたち（2010年2月、象の鼻テラス ほか）
- 夢の城 -Castle of Dreams （2010年7月、「ポツドール」ドイツ公演）
- Birth（2011年2月、SPACE雑遊　「温泉ドラゴン」公演）
- Vision（2012年2月、SPACE雑遊　「温泉ドラゴン」公演）
- ドキュメンテーション #4：パレスチナ　森下スタジオ Sスタジオ「ROOT CULTURE」公園）
- Birth（2012年8月、SPACE雑遊　「温泉ドラゴン」公演）
- 夢の城 -Castle of Dreams （2012年10月、元・立誠小学校 講堂）「ポツドール」公演）
- 夢の城 -Castle of Dreams （2012年11月、東京芸術劇場ウエストシアター）「ポツドール」公演）
- 桜（2013年2月、SPACE雑遊　「温泉ドラゴン」公演）
- 花音（2013年9月、浄智寺　「ROOT CULTURE meets 鶴田真由」 公演）
- この世の楽園（2013年10月、SPACE雑遊　「鵺的」公演）
- うんぷてんぷ（2013年11月、横浜赤レンガ倉庫1号館　「ニッシー・プラス」公演）
- 花音（2013年11月、伊勢神宮奉納「ROOT CULTURE meets 鶴田真由」 公演）

### 映画
- SF サムライ・フィクション（1998年）
- LIMIT OF LOVE 海猿（2006年）
- 月に星（2008年）
- さくら、さくら 〜サムライ化学者・高峰譲吉の生涯〜（2010年）
- 東京ノワール（2018年8月4日、ヤマシタマサ監督） - 主演・鳴海役[2][3]

### オリジナルビデオ
- 麻雀創世記 打天使 -氷の女雀士 復讐の戦打-（2008年）
- 麻雀王子（2010年）

### テレビドラマ
- 私は女引越屋3（2000年2月、テレビ東京）
- 最後の家族（2001年10月 - 12月、テレビ朝日）
- 土曜ワイド劇場 棟居刑事の青春の雲海（2008年11月、テレビ朝日）
- 深夜食堂 第1話（2009年10月、MBS/TBS）
- 水曜ミステリー9 看護師・戸田鮎子の推理カルテ2（2013年10月、テレビ東京）
- 大岡越前2 第9話（2014年11月、NHK BSプレミアム） - 銀次 役

### その他テレビ番組
- 心の旅へ（2009年、テレビ東京）

### CM
- NTTドコモ（2000年）
- Wes'n（2001年）
- テレビ東京系列「携帯懸賞サイト名称募集」（2009年）